# Roy Lee
Roy Lee (nacido el 23 de marzo de 1969) es un productor de cine estadounidense. La productora de Lee, Vertigo Entertainment, tiene un acuerdo de primera vista con Warner Bros.

## Primeros años
Lee nació en 1969 en el Hospital Wyckoff Heights, en Brooklyn, Nueva York, de padres coreanos. Su padre, un médico, y su madre, habían estado en Estados Unidos durante solo tres años y todavía se estaban aclimatando. La madre de Lee, una cristiana devota, abrigaba la esperanza de que se convirtiera en ministro.
Durante sus estudios universitarios en la Universidad George Washington, Lee hizo una pasantía en el bufete de abogados Fried, Frank, Harris, Shriver & Jacobson. Después de graduarse de GWU, Lee asistió a la facultad de derecho en la Facultad de Derecho de la Universidad Americana de Washington, donde se preparó para una carrera en derecho corporativo.

## Carrera
En 1996, después de graduarse de la facultad de derecho en la Universidad Americana y trabajar en Fried Frank durante ocho meses, se mudó a Los Ángeles y trabajó como "rastreador" en una productora llamada Alphaville. Los rastreadores monitorean el material de especificaciones y la negociación. En ese momento, los rastreadores compartían información por teléfono, actualizándose constantemente en un ciclo interminable de llamadas.

### Seguimiento en línea
Una de las amigas "rastreadoras" de Lee, Polly Cohen Johnsen, había estado actualizando el departamento de historia de Jersey Films y tuvo la idea de poner su grupo de rastreo en línea. Lee unió fuerzas con Johnsen y Glenn Gregory de Propaganda Films para convertir sus llamadas telefónicas diarias en un grupo de seguimiento en línea. En 1997, Lee creó un tablón de anuncios en Internet llamado Tracker para veinte de sus amigos, que calificaban los guiones y publicaban información de seguimiento pertinente para cada uno.
En seis meses, Lee había establecido veinticinco grupos en línea para otros rastreadores en compañías de producción y estudios en Hollywood. Como era el único miembro que pertenecía a cada grupo, tenía la mejor información. El proyecto de Lee cambió para siempre el mercado de guiones de especificaciones. Si bien los guiones de especificaciones y los lanzamientos continuaron vendiéndose, el material más débil se descartó más rápidamente, a menudo en un solo día, para frustración de muchos agentes. El seguimiento en línea aceleró el mercado, trajo más honestidad, permitió a los ejecutivos de desarrollo buscar material de manera más efectiva y ejerció más presión sobre los agentes y productores para representar mejor material.
En 1999, Lee comenzó a trabajar con BenderSpink, una empresa de gestión de talentos propiedad de dos de sus amigos, Chris Bender y JC Spink. Se le encargó encontrar contenido en Internet: cortometrajes que se reproducirían en computadoras personales. En este mismo año, Ed Kashiba, Sean Connolly y Lee desarrollaron la empresa Scriptshark.com, un método en línea para que los guionistas novatos evalúen sus guiones y los comercialicen potencialmente. Scriptshark finalmente se vendió a The New York Times y cerró en 2016.

### Vertigo Entertainment
En el otoño de 2001, después de establecer proyectos cinematográficos en los principales estudios, Lee dejó BenderSpink y se unió a Doug Davison para crear Vertigo Entertainment. Cuando trabajaban juntos en un proyecto, Lee se encargaba de las ventas y Davison se encargaba del trabajo de seguimiento. Lee señaló que al principio, lo más difícil fue hacer contactos en el extranjero.
El enfoque de Lee para hacer tratos consistía en explicar a los distribuidores asiáticos que sus películas probablemente no se venderían en Estados Unidos debido a sus subtítulos y que ganarían más dinero vendiendo los derechos de las nuevas versiones. Luego le aseguró al titular de los derechos que los protegería representándolos de forma gratuita (el estudio estadounidense pagaría su tarifa cuando se hiciera la película). Una vez que Lee se aseguró el derecho a negociar para una empresa asiática, les dijo a los estudios que consideraran la película como un guion que alguien se había tomado la molestia de filmar, y que había sido probado y resultó ser un éxito en su país de origen.
Lee obtuvo su primer crédito como productor cinematográfico en el éxito de taquilla de 2002 The Ring de Gore Verbinski. Luego produjo la película de terror de la casa embrujada de 2004 The Grudge, protagonizada por Sarah Michelle Gellar y basada en la película japonesa de 2002 Ju-on: The Grudge, dirigida por Takashi Shimizu. El éxito de taquilla mantuvo el récord del fin de semana de estreno de terror más grande después de su lanzamiento en octubre de 2004.
The Grudge 2 se estrenó en octubre de 2006, protagonizada por Amber Tamblyn y Gellar, y dirigida por Shimizu. Encabezó la taquilla con $ 22 millones en su primer fin de semana. También en octubre de 2006, se estrenó The Departed, un thriller policíaco de Warner Bros., dirigido por Martin Scorsese y protagonizado por Leonardo DiCaprio, Matt Damon y Jack Nicholson, que recaudó 27 millones de dólares en su primer fin de semana. Fue la apertura más grande de Scorsese. Más tarde, The Departed ganó el premio a la Mejor Película en la 79.ª edición de los Premios Óscar.
Trabajó como productor ejecutivo del cortometraje uruguayo ¡Ataque de pánico! junto a Doug Davison.

## Filmografía
| Año       | Título                                   | Productor | Productor ejecutivo | Coproductor | Ref.  |
| --------- | ---------------------------------------- | --------- | ------------------- | ----------- | ----- |
| 2002      | The Ring                                 | No        | Sí                  | No          |       |
| 2004      | The Grudge                               | No        | Sí                  | No          |       |
| 2005      | Dark Water                               | Sí        | No                  | No          |       |
| 2005      | The Ring Two                             | No        | Sí                  | No          |       |
| 2006      | The Lake House                           | Sí        | No                  | No          |       |
| 2006      | Eight Below                              | No        | Sí                  | No          |       |
| 2006      | The Departed                             | No        | Sí                  | No          |       |
| 2006      | The Grudge 2                             | No        | Sí                  | No          |       |
| 2007      | The Invasion                             | No        | Sí                  | No          |       |
| 2007      | I'm from Rolling Stone                   | No        | Sí                  | No          |       |
| 2008      | Assassination of a High School President | Sí        | No                  | No          |       |
| 2008      | Shutter                                  | Sí        | No                  | No          |       |
| 2008      | Los extraños                             | Sí        | No                  | No          |       |
| 2008      | The Echo                                 | Sí        | No                  | No          |       |
| 2008      | Quarantine                               | Sí        | No                  | No          |       |
| 2008      | The Eye                                  | No        | Sí                  | No          |       |
| 2008      | My Sassy Girl                            | No        | Sí                  | No          |       |
| 2009      | Possession                               | Sí        | No                  | No          |       |
| 2009      | The Uninvited                            | Sí        | No                  | No          |       |
| 2009      | The Grudge 3                             | No        | Sí                  | No          |       |
| 2010      | Cómo entrenar a tu dragón                | No        | No                  | Sí          |       |
| 2011      | Quarantine 2: Terminal                   | Sí        | No                  | No          |       |
| 2011      | The Roommate                             | Sí        | No                  | No          |       |
| 2011      | Abduction                                | Sí        | No                  | No          |       |
| 2011      | Asylum Blackout                          | Sí        | No                  | No          |       |
| 2012      | The Woman in Black                       | No        | Sí                  | No          |       |
| 2013      | Oldboy                                   | Sí        | No                  | No          |       |
| 2013-2014 | Bates Motel                              | No        | Sí                  | No          |       |
| 2014      | Las voces                                | Sí        | No                  | No          |       |
| 2014      | The Lego Movie                           | Sí        | No                  | No          |       |
| 2014      | Godzilla                                 | Sí        | No                  | No          |       |
| 2014      | Flight 7500                              | Sí        | No                  | No          |       |
| 2014      | The Woman in Black: Angel of Death       | No        | Sí                  | No          |       |
| 2014      | Cómo entrenar a tu dragón 2              | No        | No                  | Sí          |       |
| 2015      | Run All Night                            | Sí        | No                  | No          |       |
| 2015      | Poltergeist                              | Sí        | No                  | No          |       |
| 2015      | Hidden                                   | Sí        | No                  | No          |       |
| 2016      | El niño                                  | Sí        | No                  | No          |       |
| 2016      | Blair Witch                              | Sí        | No                  | No          |       |
| 2016      | Iris                                     | No        | Sí                  | No          |       |
| 2016      | El exorcista                             | No        | Sí                  | No          |       |
| 2017      | Sleepless                                | Sí        | No                  | No          |       |
| 2017      | The Lego Batman Movie                    | Sí        | No                  | No          |       |
| 2017      | Death Note                               | Sí        | No                  | No          |       |
| 2017      | It                                       | Sí        | No                  | No          |       |
| 2017      | The Lego Ninjago Movie                   | Sí        | No                  | No          |       |
| 2017      | Rings                                    | No        | Sí                  | No          |       |
| 2017      | The Disaster Artist                      | No        | Sí                  | No          |       |
| 2017-2020 | Unikitty!                                | No        | Sí                  | No          |       |
| 2018      | Extinction                               | No        | Sí                  | No          |       |
| 2019      | Polaroid                                 | Sí        | No                  | No          |       |
| 2019      | The Lego Movie 2: The Second Part        | Sí        | No                  | No          |       |
| 2019      | It Chapter Two                           | Sí        | No                  | No          |       |
| 2019      | Godzilla: King of the Monsters           | No        | Sí                  | No          |       |
| 2019      | Doctor Sleep                             | No        | Sí                  | No          |       |
| 2019      | Cómo entrenar a tu dragón 3              | No        | No                  | Sí          |       |
| 2020      | The Turning                              | Sí        | No                  | No          |       |
| 2020      | His House                                | Sí        | No                  | No          |       |
| 2020      | Brahms: The Boy II                       | Sí        | No                  | No          |       |
| 2020      | The Grudge                               | No        | Sí                  | No          |       |
| 2020      | The Stand                                | No        | Sí                  | No          |       |
| 2021      | Godzilla vs. Kong                        | No        | Sí                  | No          |       |
| 2022      | Barbarian                                | Sí        | No                  | No          |       |
| 2022      | Don't Worry Darling                      | Sí        | No                  | No          |       |
| 2023      | La madre                                 | Sí        | No                  | No          |       |
| 2023      | Cobweb                                   | Sí        | No                  | No          |       |
| 2023      | Boy Kills World                          | Sí        | No                  | No          | [ 1 ] |
| 2024      | Ordinary Angels                          | Sí        | No                  | No          |       |
| 2024      | Salem's Lot                              | Sí        | No                  | No          |       |
| 2025      | Una película de Minecraft                | Sí        | No                  | No          | [ 2 ] |